# Serinyayla
Serinyayla, vroeger Çekirge en Çekirgeköy geheten, is een dorp in het Turkse district Haymana in de provincie Ankara. 

## Geschiedenis
Krachtens wet nr. 6360 werden alle Turkse provincies met een bevolking van meer dan 750.000 uitgeroepen tot grootstedelijke gemeenten (Turks: büyükşehir belediyeleri), waardoor de dorpen in deze provincies de status van mahalle hebben gekregen (Turks voor stadswijk). Ook Serinyayla heeft sinds 2012 de status van mahalle.
Op 5 april 2012 moest het dorp tijdelijk in quarantaine vanwege hondsdolheid onder herdershonden in de regio, overgebracht door wilde vossen.

## Bevolking
De oorspronkelijke inwoners van Serinyayla waren alevieten uit het district Horasan (Erzurum), die zich in de negentiende eeuw in Haymana vestigden. De alevitische cultuur wordt anno 2020 nog in stand gehouden door de lokale bevolking.
| Jaar | Totaal | Mannen | Vrouwen |
| ---- | ------ | ------ | ------- |
| 2019 | 201    | 105    | 96      |
| 2013 | 120    |        |         |
| 1990 | 389    |        |         |
| 1985 | 678    |        |         |
| 1975 | 557    | 258    | 299     |
| 1970 | 511    | 222    | 289     |
| 1960 | 425    | 194    | 231     |
| 1955 | 333    | 147    | 186     |
| 1950 | 282    |        |         |
| 1945 | 220    | 88     | 132     |
| 1940 | 257    | 119    | 138     |

Centrale districtsplaats (İlçe Merkezi): Haymana
Dorpen (Köyler):
Ahırlıkuyu · Aktepe · Alahacılı · Altıpınar · Ataköy · Bahçecik · Balçıkhisar ·  Boğazkaya · Bostanhüyük · Bumsuz · Büyükkonak · Büyükyağcı · Cihanşah · Cingirli · Culuk · Çalış · Çatak · Çayraz · Çeltikli ·  Demirözü · Dereköy · Deveci · Devecipınarı · Durupınar  · Durutlar  · Emirler · Esen · Eskikışla · Evci · Evliyafakı · Gedik · Gültepe · Güzelcekale · İncirli · Karahoca  · Karaömerli  · Karapınar  · Karasüleymanlı  · Katrancı · Kavakköy · Kerpiçköy · Kesikkavak · Kızılkoyunlu · Kirazoğlu · Kutluhan · Küçükkonak · Küçükyağcı · Saatli · Sarıdeğirmen · Sarıgöl · Sazağası · Serinyayla · Sırçasaray · Sinanlı · Sındıran · Soğulca · Söğüttepe · Şerefligökgöz · Tabaklı · Tepeköy · Toyçayırı · Türkhüyük · Türkşerefli · Yamak · Yaprakbayırı · Yaylabeyi · Yeniköy · Yergömü · Yeşilköy  · Yeşilyurt · Yukarısebil · Yurtbeyli